# Ein Bruderzwist in Habsburg
Ein Bruderzwist in Habsburg (auch: Ein Bruderzwist im Hause Habsburg) ist ein Theaterstück von Franz Grillparzer in fünf Akten aus dem Jahr 1848. Das Drama basiert auf dem Konflikt zwischen Kaiser Rudolf II. und seinem Bruder und Nachfolger Matthias aus dem Haus Habsburg, wobei sich der Autor auch dichterische Freiheiten erlaubt hat. Wie auch Die Jüdin von Toledo gehört der Bruderzwist zu jenen Werken Grillparzers, die erst in seinem Nachlass gefunden wurden.
Nach der Ablehnung seines einzigen Lustspiels Weh dem, der lügt vergingen 10 Jahre, bis Grillparzer wieder ein Drama schuf. Das realistische Schauspiel um den Bruderzwist gilt im dramatischen Aufbau als nicht gelungen. Es ist handlungsarm und eher ein Charaktergemälde des Kaisers Rudolf II. Dennoch wurde der „Bruderzwist“ als „bedeutendste historisch-politische Tragödie der Deutschen“ (Hugo von Hofmannsthal) bzw. „bedeutendste deutsche Geschichtstragödie seit Wallenstein“ bezeichnet.
Die Vorarbeiten wurden bis 1825 begonnen und um 1848 beendet. Veröffentlicht wurde das Trauerspiel erstmals in den 1860er Jahren, in der Folge sind weitere Umarbeitungen entstanden, die erst im Nachlass des Dichters entdeckt wurden. 1872 erlebte das Stück in Wien seine Uraufführung.

## Zusammenfassung
Rudolf II. ist Kaiser des Heiligen Römischen Reiches. Er wird beschuldigt, zu untätig zu sein, und das Volk hält ihn für geisteskrank. Ihm gegenüber steht sein Bruder Erzherzog Matthias. Der Sohn des Kaisers, Don Cäsar, will zu Beginn des Stückes den Feldmarschall Rußworm vor dem Tode bewahren. Mathias ist stets unternehmungslustig, doch zu selbstgefällig und eitel. Er überschätzt seine Fähigkeiten, wird im Türkenkrieg besiegt und schwärmt von künftigen Siegen.
Das Volk will Frieden, der Kaiser hingegen nicht. Nach langen Diskussionen wird Kaiser Rudolf von seinem Bruder Mathias vom Thron verdrängt. Der Auftritt Wallensteins am Ende deutet bereits auf die kommende Zeit des Dreißigjährigen Krieges.

## Inhaltsangabe
1. Aufzug:
Don Cäsar, der Sohn des Kaisers Rudolf, will den Feldmarschall Rußworm vor einer Hinrichtung bewahren. Rußworm wird von dem Prager Bürger Prokop und dessen Tochter belastet. Ihm gelingt es jedoch nur, diese hinauszuzögern, bis er beim Kaiser Nachricht geholt hat.
Er kommt zum Kaiser, bei dem schon sein Bruder Mathias auf eine Audienz wartet. Mathias möchte ein Regiment in Ungarn befehligen und wird von Bischof Klesel begleitet.
Der Kaiser verweigert Don Cäsar die Bitte, Rußworm zu begnadigen. Danach gelangt Erzherzog Ferdinand zum Kaiser. Dieser ist zunächst erfreut über das Erscheinen seines Neffen, jedoch kommt es zu Kontroversen, da der Kaiser andeutungsweise gute Worte über Protestanten fallen lässt. Zum Schluss wird Leopold noch dem Kaiser vorgestellt.
2. Aufzug:
Es treffen sich Ferdinand, Leopold, Maximilian und Klesel um Mathias herum. Sie beschließen hinter dem Rücken von Rudolf einen Frieden mit dem Türken. Es wird außerdem Geheimhaltung beschlossen. In einer weiteren Szene werden Prokop und seine Tochter Lukrezia von Leopold und Ferdinand vor Soldaten bewahrt.
3. Aufzug:
Rudolf erfährt von Julius von der Krönung seines Bruders Mathias zum ungarischen König und versteht nicht, dass dieser sich mit den Protestanten verbünden kann. Auch kommen Prokop und seine Tochter und berichten davon, dass sich Mathias in Gegenwart von Klesel befindet. Leopold versucht zum Kaiser zu gelangen, doch dieser ignoriert ihn, außerdem verweigert Rudolf Klesel eine Audienz, da Prag inzwischen schon angegriffen wird. Klesel wollte eigentlich einen Frieden aushandeln.
4. Aufzug:
Oberst Ramee befreit den bisher von Prokop gefangengehaltenen Don Cäsar. Don Cäsar erschießt, ohne es zu wollen, Lukrezia und lässt sich verhaften. Er wird in den Turm nach Prag gebracht, wo er wegen seiner Tobsuchtsanfälle zur Ader gelassen wird. Als er allein ist, entfernt er die Verbände. Da der Schlüssel für den Turm bei Julius ist, können die Ärzte nicht zu ihm. Doch nachdem ein Diener den Schlüssel verlangt und Rudolf so von den Geschehnissen erfährt, nimmt dieser den Schlüssel an sich und wirft ihn in einen Brunnen. Nun kommen auch Maximilian und Ferdinand zu Rudolf, um ihn zur Beilegung des Streites zu bewegen. Doch dieser entscheidet sich ganz abzudanken. Nachdem die beiden den Raum verlassen haben, erleidet er einen Schwächeanfall und Julius eilt ihm zu Hilfe.
5. Aufzug:
In Wien trifft Ferdinand auf Klesel und streitet mit ihm über seine Einstellung zu Protestanten. Jetzt glaubt Ferdinand, dass Rudolf besser fürs Volk gewesen wäre. Ferdinand trifft auf Wallenstein, der über einen Aufruhr in Prag berichtet. Nachdem auch Mathias den Raum betreten hat, trifft Julius aus Prag ein und berichtet vom Tode des Kaisers. Es kommt noch zu einem Gespräch zwischen Wallenstein und Ferdinand, in dem Wallenstein meint, der Krieg würde dreißig Jahre dauern. Das Stück endet mit einem Schuldeingeständnis von Mathias.

## Figurencharakteristik
Grillparzers historische Dramen basieren auf sehr genauem Studium der zu seiner Zeit bereits vorhandenen Quellen und Sekundärliteratur. Mit Blick auf den aktuellen Forschungsstand sind hier allerdings Abstriche zu machen. Das betrifft auch die Charakteristik der historischen Figuren.
- Im Mittelpunkt des Trauerspiels steht Kaiser Rudolf II., bei Grillparzer ein aus Einsicht in die moralische Fragwürdigkeit politischer Aktivität willensschwacher Herrscher, der sich jedoch seiner kaiserlichen Würde stets bewusst ist. Sein Festhalten an überkommenen Ordnungen und sein Abscheu vor jeder Art von Aufruhr und Revolution entspricht Grillparzers eigenen Überzeugungen. Der Zwiespalt zwischen dem Menschen Rudolf, der die überkommene heilige Ordnung des Staates nicht durch Taten stören möchte, weil diese ihn, wie alles geschichtliche Handeln, notwendigerweise in Schuld verstricken würden, und dem Kaiser Rudolf, der gerade durch seine Passivität diese Ordnung gefährdet, sind der tragische Auslöser für die Handlung des Trauerspiels, das mit dem Ausblick auf den Dreißigjährigen Krieg letztlich in jenem Chaos endet, das Rudolf durch seine Passivität eigentlich vermeiden wollte, letztlich aber eine Folge von dieser ist.[5]
- Erzherzog Matthias geht im Unterschied zu seinem Bruder Rudolf eine Einsicht in die politische Situation völlig ab, zwar ist er ehrgeizig und versucht, sich politisch zu profilieren und letztlich den Sturz seines Bruders herbeizuführen, was ihm auch gelingt, steht ihm doch mit dem Kardinal Khlesl ein Vertrauter und Ratgeber von „mephistophelischen“ Format zur Seite. Bei Grillparzer scheitert er im Wesentlichen an seiner eigenen Unselbständigkeit.
- Ein Nebenstrang, der relativ lose (durch die Figur Rudolfs) mit der Haupthandlung verknüpft ist, betrifft Don Cäsar, einen natürlichen Sohn Rudolfs, der auch historisch belegt ist, und in unglücklicher Hassliebe zum Mörder des von ihm begehrten Bürgermädchens wird. Von einer Begnadigung will Rudolf nichts wissen und vollzieht selbst das Todesurteil, in dem er den Schlüssel wegwirft und Don Cäsar verbluten lässt.[4]

## Zeithistorische Bezüge zur Entstehungszeit
Da das Stück aus dem Nachlass des Dichters stammt, wurde lange Zeit übersehen, dass sich mit Blick auf die angenommene Entstehungszeit zwischen 1825 und 1848 auch zeithistorische Bezüge feststellen lassen. So zeichnet Grillparzer mit der Figur des Kaisers Rudolf einen Herrscher, der sich dem politischen Handeln verweigert. Ferdinand I. von Österreich, der damals über das Kaiserreich Österreich herrschte, verweigerte sich zwar nicht politischem Handeln, galt aber als regierungsunfähig. Mit seinem historischen Drama reflektiert Grillparzer die Situation im Kaiserreich Österreich in der Mitte des 19. Jahrhunderts.

## Rezeption
Hugo von Hofmannsthal lobte das Bühnenwerk, es sei die „bedeutendste historisch-politische Tragödie der Deutschen“ und es sei darin „‚zum einzigen Mal‘ im deutschen Drama das ‚fast Unglaubliche‘ gelungen, was auch Schiller nicht geleistet habe: ‚den historischen Gehalt einer vergangenen, im wesentlichen aber noch fortwirkenden Epoche zu geben, und ihn in Gestalten zu geben.‘“
Claudio Magris betrachtet das Drama als klassischen Ausdruck des charakteristisch österreichischen Lebens- und Denkstils des weisen Zögerns: „Kein einziges Dichterwerk hat mit solchem Pathos und mit soviel Poesie zum habsburgischen Mythos beigetragen. Der Bruderzwist steht wahrlich im Mittelpunkt dieser ganzen Tradition.“

## Sekundärliteratur
- Kindlers Neues Literaturlexikon. Studienausgabe. München, 1988. Bd. 6, S. 891f.